# Palazzo Battaglia
Il palazzo Battaglia è un edificio civile storico di Ragusa, riconosciuto patrimonio dell'UNESCO.
L'edificio precedente fu distrutto dal Terremoto del Val di Noto del 1693. Venne ricostruito, nella forma che è arrivata fino a noi, a partire dal 1724 su iniziativa del Barone Grandonio Battaglia di Torrevecchia.

## Descrizione
La struttura, a pianta quadrangolare, risale alla prima metà del XVIII secolo, su disegno probabilmente di Rosario Gagliardi.
Il palazzo è costituito da un pianterreno e un primo piano separati da un marcapiano in pietra; nel pianterreno si apre l'imponente portale d'ingresso, affiancato da due finestroni, mentre nel superiore piano nobile si trovano tre balconi.
Quello centrale è sovrastato dal grande scudo araldico con gli stemmi delle famiglie Battaglia e Giampiccolo.
La seconda facciata, prospettante su via Chiaramonte, è caratterizzata da un grande balcone a tribuna raccordato con il sottostante portone d'ingresso da una particolarissima modanatura portante al centro una finestra ovale.

## Galleria d'immagini

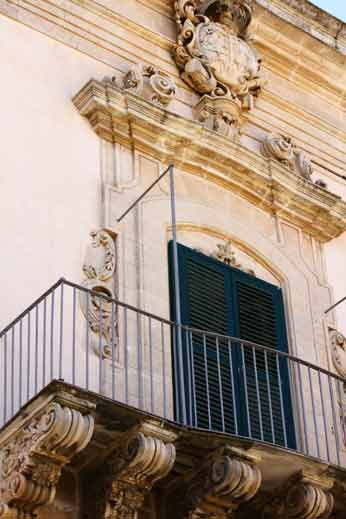
Balcone
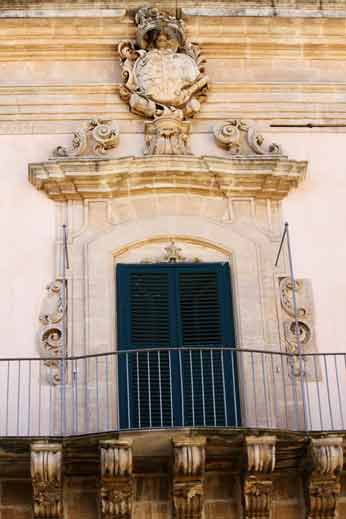
Balcone
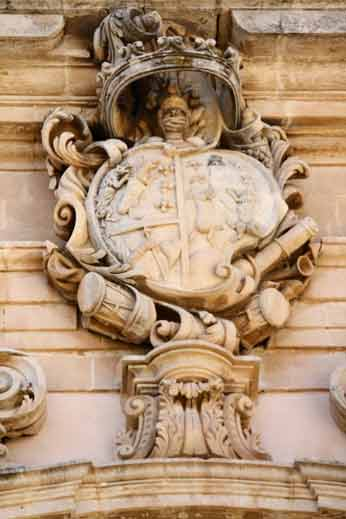
Particolare
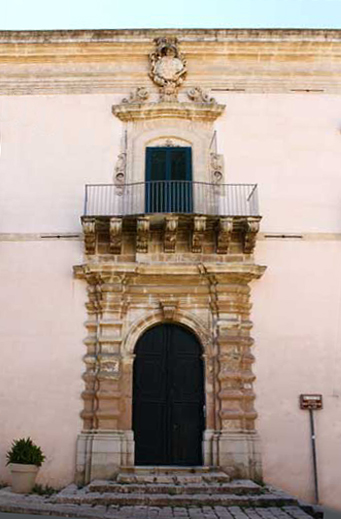
Facciata